# Unterföhring
Unterföhring è un comune tedesco di 	9.177 abitanti sulle rive del fiume Isar, situato nel land della Baviera.
I primi documenti che riportano il nome di Föhring (Feringin) risalgono all'807.

## Economia
Unterföhring è sede di grandi aziende Allianz, Konica Minolta, Swiss Re e delle reti televisive come ZDF, BR, Pro 7, SAT 1, Kabel 1, Sky.

## Infrastrutture e trasporti
Il sistema di trasporto pubblico di Unterföhring include S-Bahn (ferroviaria regionale) e autobus.

S-Bahn
- Herrsching ↔ Aeroporto

Metrobus
Linea 50 Moosach S-Bahn – Unterföhring Feringastraße – Johanneskirchen S-Bahn
Regionalbus
Linea 188 Unterföhring – Daglfing S-Bahn

Linea 231 Studentenstadt – Unterföhring – Ismaning S-Bahn

Linea 232 Unterföhring Fichtenstraße - Unterföhring S-Bahn - Unterföhring Feringastraße

Linea 233 Studentenstadt – Unterföhring Park up – Unterföhring S-Bahn

## Società

### Evoluzione demografica
| Anno | Abitanti |
| ---- | -------- |
| 1785 | 283      |
| 1840 | 327      |
| 1855 | 336      |
| 1871 | 388      |
| 1890 | 523      |
| 1900 | 684      |
| 1925 | 1.212    |
| 1939 | 1.587    |

| Anno | Abitanti |
| ---- | -------- |
| 1950 | 2.815    |
| 1961 | 3.276    |
| 1970 | 3.999    |
| 1987 | 5.105    |
| 2004 | 7.471    |
| 2006 | 7.645    |
| 2008 | 8.550    |
| 2009 | 8.974    |

## Amministrazione

### Gemellaggi
| - Kamsdorf, dal 1993 - Tarcento, dal 2008 - Arnoldstein - Plezzo |